# Villa Hügel

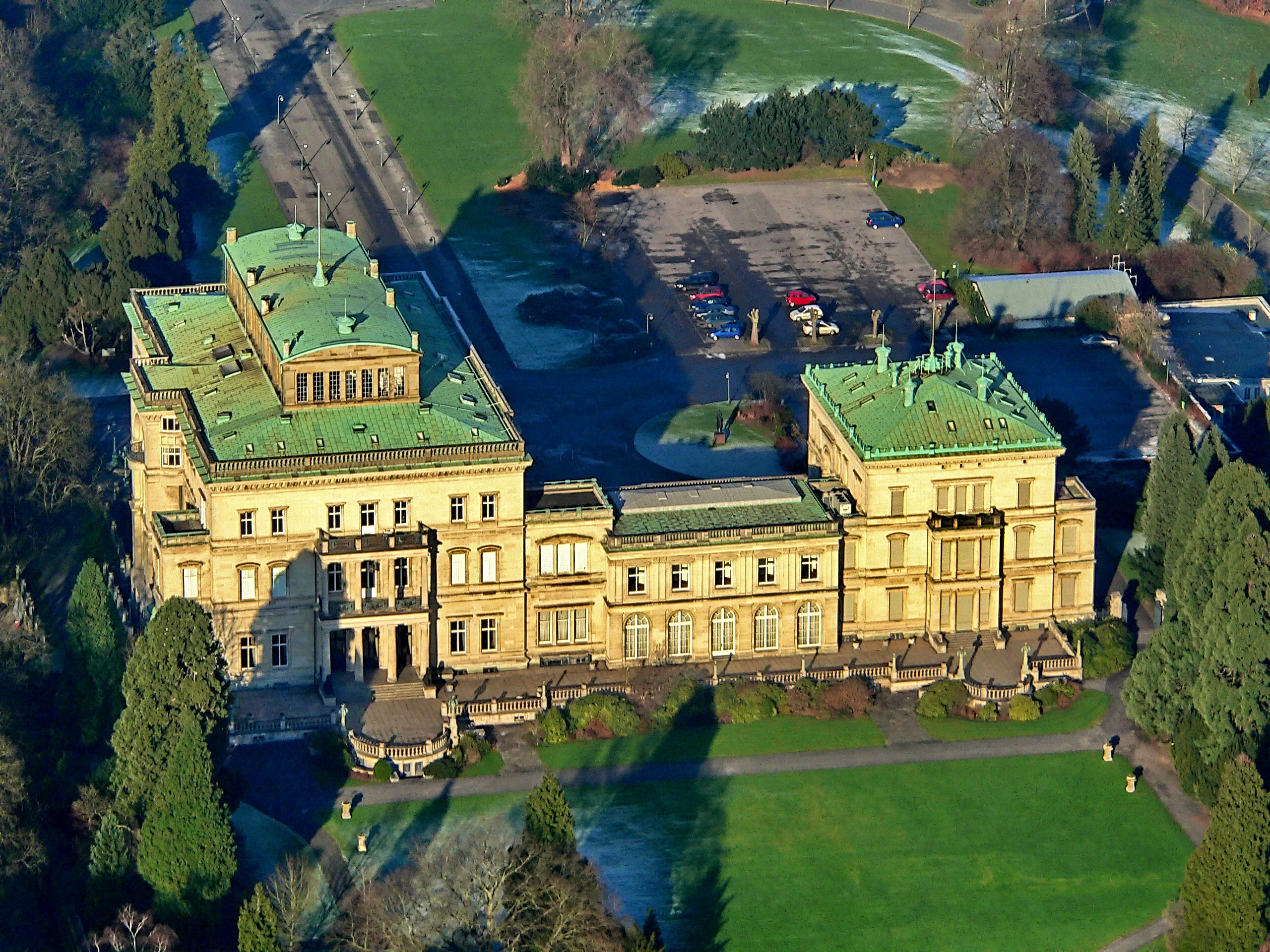
Villa Hügel - familjen Krupps residens från 1870-talet och fram till 1945.

Villa Hügel är en byggnad i den tyska staden Essen. Byggnaden var tidigare industrifamiljen Krupps residens men är numer konstmuseum.
Villa Hügel byggdes av Alfred Krupp på 1870-talet. Villa Hügel byggdes i stål och sten då Alfred Krupp ville ha ett brandsäkert hem. Villa Hügel kom att bli familjens residens och plats för representation med stora bjudningar. Traditionen säger att få i familjen trivdes i det med sina stora och ödsliga salar. Alfried Krupp von Bohlen und Halbach valde efter andra världskriget att bygga ett nytt hus. 
I samband med andra världskriget var huset under en tid plats för koncernledningen för Kruppkoncernen då centrala Essen utsattes för svåra bombningar. 1945 intog amerikanska styrkor Essen och i samband med detta tog man Villa Hügel i beslag och i samband med detta lämnade Alfried Krupp von Bohlen und Halbach huset och skulle senare att enbart använda det för representation. Under flera år var huset avspärrat och användes av den amerikanska militäradministrationen. Idag används det för utställningar och som konstmuseum. 

## Galleri

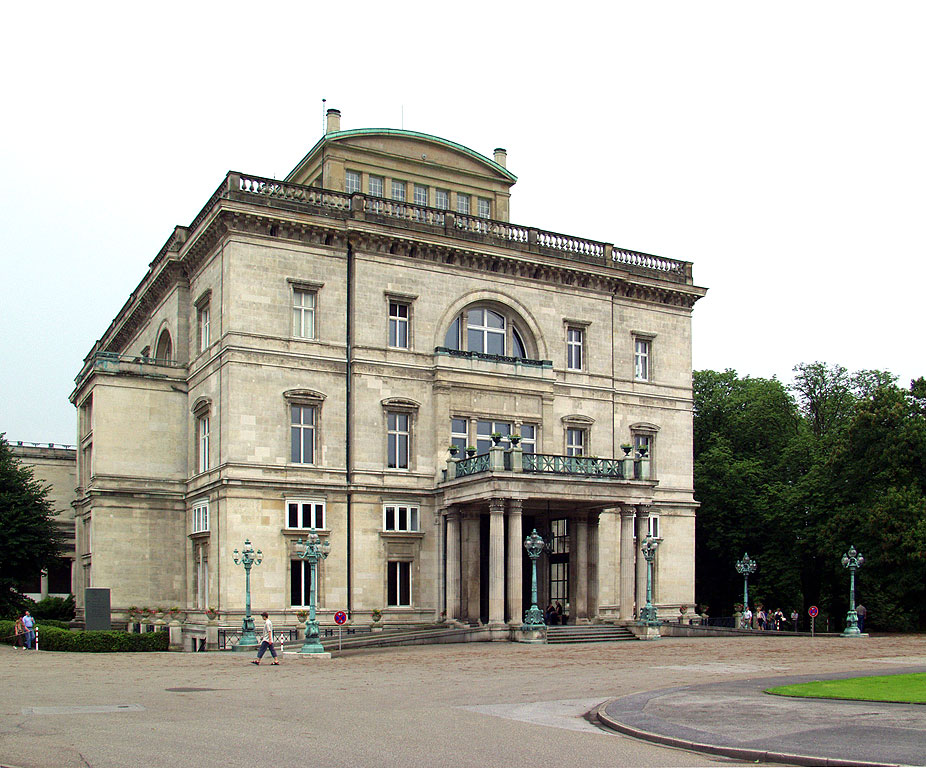
Huvudingången
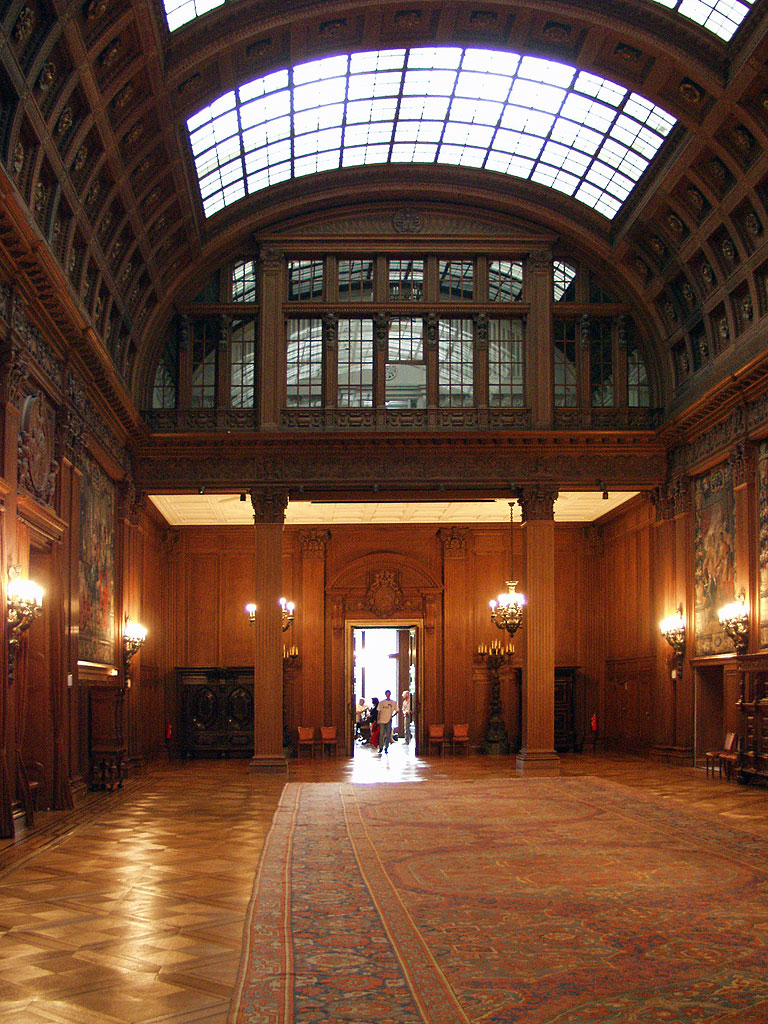
Första våningen
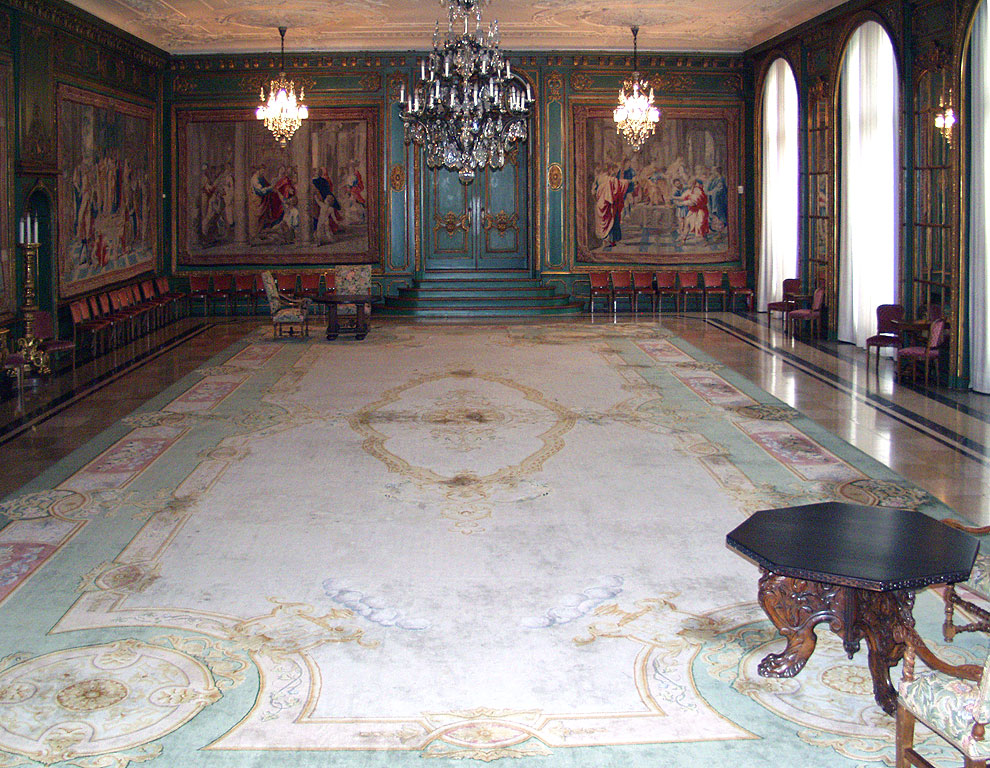
Konferensrummet